# Eternal Glory
『Eternal Glory』(エターナル・グローリー)はイタリアのシンフォニックメタルバンド、ラプソディーが1995年に発売したデモテープ。

## 解説
- 前作はThundercross名義だった為、本作がラプソディー名義での初の音源である。
- 前作『Land of Immortals』の全収録曲に加え、新たに3曲を収録している。
- 7曲中6曲は、デビュー後のアルバムに様々な形で収録されている。

## 収録曲
1. Invernal Fury
  - レジェンダリィ・テイルズにRage of the Winterとして収録
2. Warrior of Ice
  - レジェンダリィ・テイルズに収録
3. Tears at Nightfall
  - アルバム未収録曲
4. Alive and Proud
  - レジェンダリィ・テイルズにLord of the Thunderとして収録
5. Land of Immortals
  - レジェンダリィ・テイルズに収録。イントロの一部は別曲Virgin Skiesとして収録された。
6. Holy Wind
  - シンフォニー・オブ・エンチャンテッド・ランズにRiding the Winds of Eternityとして収録
7. Eternal Glory
  - シンフォニー・オブ・エンチャンテッド・ランズに収録。イントロの一部は別曲Herores of the Lost Valleyとして収録された。

## メンバー
- Cristiano Adacher - vocals
- Luca Turilli - guitars
- Andrea Furlun - bass
- Alex Staropoli - keyboards
- Daniele Carbonera - drums